# Novaki Oborovski
Novaki Oborovski su naselje u općini Rugvica u Zagrebačkoj županiji.

## Zemljopis
Smješteno je na lijevoj obali rijeke Save 24 km istočno od središta Zagreba, odnosno 7 km južno od Dugog Sela, 2,5 km jugozapadno od Rugvice. Naselje je smješteno na 100 m/nv. Pripada Zagrebačkoj aglomeraciji, u zagrebačkoj mikroregiji Središnje Hrvatske. U sastavu je katoličke župe Sv. Jurja mučenika i sv. Jakova apostola iz Oborova, dugoselskog dekanata.

## Stanovništvo
Po popisu stanovništva iz 2001. godine u naselju živi 261 stanovnik u 87 kućanstava.
Broj stanovnika:
- 1981.: 244 (88 kućanstava)
- 1991.: 229
- 2001.: 261 (87 kućanstava)

| broj stanovnika | 300   | 300   | 321   | 397   | 445   | 439   | 435   | 429   | 542   | 363   | 334   | 301   | 245   | 229   | 261   | 305   | 279   |
|                 | 1857. | 1869. | 1880. | 1890. | 1900. | 1910. | 1921. | 1931. | 1948. | 1953. | 1961. | 1971. | 1981. | 1991. | 2001. | 2011. | 2021. |

## Povijest
Od sredine 19. stoljeća Novaki Oborovski je u sastavu dugoselskog kotara, a od sredine prošlog stoljeća u općini Dugo Selo, a od 1993. u općini Rugvica. Dobrovoljno vatrogasno društvo osnovano je 1952. godine. U selu se nalazi zidani dvor grofice Vernić, te kapelica sv. Ivana Nepomuka. U prošlom stoljeću u selu su snimani neki filmovi, kao npr. "Vlak bez voznog reda".

## Gospodarstvo
Gospodarska osnova je poljodjelstvo, stočarstvo, trgovina i prijevozništvo.